# Munkabälte

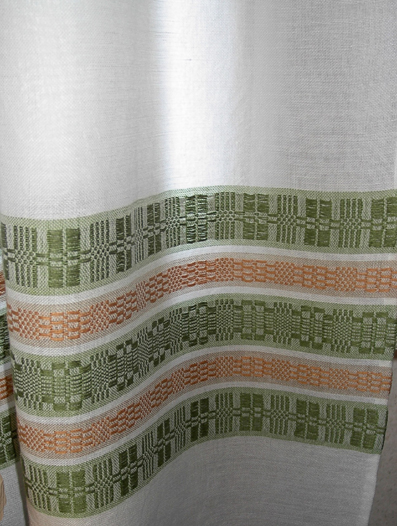
Gardin med mönsterbård i munkabälte

Munkabälte är en vävdekor, förekommande inom allmogeväv inom stora delar av Sverige. Namnet är troligen skånskt, av okänd ålder.
Munkabälte tillhör kategorin konstvävnader. Den har en tuskaftsbotten med flotterande mönsterinslag som skyttlas in över hela vävbredden. Inslaget flotterar både på rät- och avigsidan. Vävtekniken är att munkabälte solvas på fyra skaft med två bottentrampor för tuskaft samt två mönstertrampor. Mönstertramporna sänker två skaft vardera. Den vanligaste mönsterformen är en åttabladig stjärna eller blomma med ett litet kors i mitten. Ibland är mönstret inplockat - broscherat. Det förekommer att väven är solvad på åtta skaft s.k. dubbelt munkabälte. Motivet finns då på fyra skaft utspritt diagonalt över ytan. Munkabälte är vanlig i löpare, bordsdukar och gardiner.
Plattväv är en variant av munkabälte.
Munkabälte kan också vävas på längden. Då räcker 4 skaft även till det, två för mönster och två för tuskaft.
Munkabälte vävs av såväl bomulls- som ullgarn. I Dalarna kallas munkabälte för förlåtsväv och brukas till sängöverkast av linne med ullgarnsmönster.